# Road train

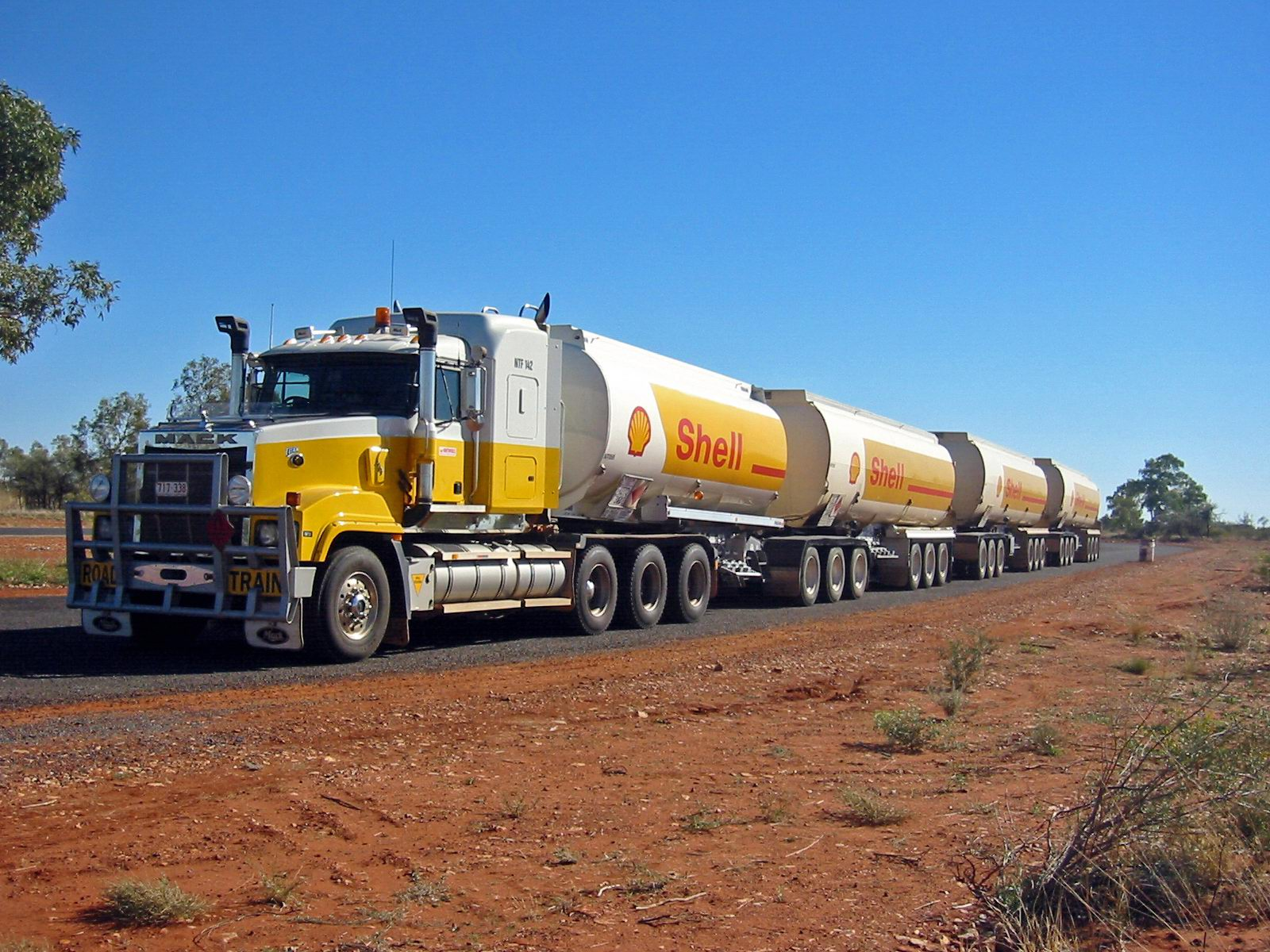
Road train formato da quattro semirimorchi

I road train o autotreni ("treni stradali") sono automezzi formati da un trattore stradale che traina due o più semirimorchi.

## Descrizione
Questo tipo di veicolo è diffuso soltanto in Australia e negli Stati Uniti, dove ormai sono diventati una caratteristica, per trasportare le merci dal nord al sud del paese, poiché le strade sono caratterizzate da lunghi rettilinei.
Sulla Stuart Highway, direttrice nord-sud che attraversa il deserto australiano, non vi sono limiti nell'utilizzo dei road train, e quindi è frequente vederne l'utilizzo. 
Tuttavia, i road train rischiano di subire la concorrenza di una linea ferroviaria aperta nel 2004 tra Alice Springs e Darwin, che ha il vantaggio della riduzione dei costi.
Nel 2000, a Kalgoorlie, un convoglio con 79 semirimorchi e una lunghezza superiore ai 1 000 m si è messo in strada, entrando nel Guinness dei primati. Il record è stato superato nel 2006, ottenuto a Clifton con 112 semirimorchi ed una lunghezza complessiva superiore ai 1 500 m.